# Dungchen

A trombeta tibetana ou dungchen ( em tibetano: དུང་ཆེན།; Wylie: dung chen; pinyin tibetano: tungqên; Mongolian: hiindiin buree: Chinês: 筒欽; pinyin: tǒng qīn é um longo trompete ou Berrante usado em cerimonias do Budismo Tibetano e no Budismo Mongólico. É o instrumento mais largo usado na cultura do Budismo Tibetano. É frequentemente tocado em pares ou grupos, e o som é comparado ao cantar dos elefantes. Tsultrim Allione descreve o som como:

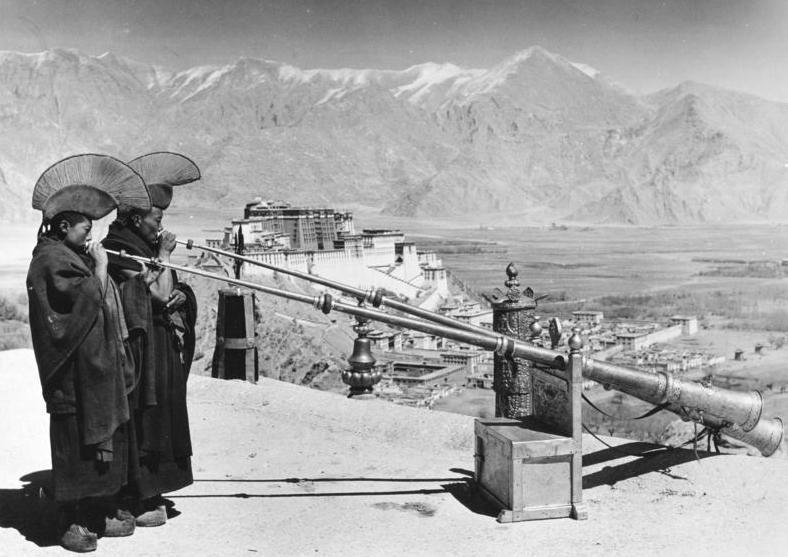
Um par de berrantes fotografados em uma expedição Alemâ em 1938

É um lamento longo, profundo, zumbidor e assombroso que o leva para algum lugar além dos picos mais altos do Himalaia e, ao mesmo tempo, de volta ao útero de sua mãe.